# Віддалений гавкіт собак
«Віддалений гавкіт собак» (англ. The Distant Barking Of Dogs) — документальний фільм данського режисера Сімона Леренґа Вільмонта спільного виробництва Данії, Швеції та Фінляндії. Головний герой — 10-річний Олег (Олежка), який живе на Донеччині на території бойових дій (див. Війна на сході України).
Перша нагорода Амстердамського документального кінофестивалю 2017 у номінації «Найкращий дебют». Потрапив до 5 номінантів на «Найкращий європейський документальний фільм» премії «Європейський кіноприз 2018».
Фільм знімали у селі Гнутове (адміністративно входить до складу м. Маріуполь) Донецької області з 2015 по 2017 рік.
У грудні 2018 року асистент режисера фільму Азад Сафаров повідомив, що «Віддалений гавкіт собак» потрапив до короткого списку (15 кандидатів) номінантів на премію «Оскар» 2019 у категорії «найкращий документальний повнометражний фільм». Цього ж місяця він здобув гран-прі фестивалю документального кіно «Артдокфест».
Премія Пібоді 2020-го року.